# سانتياغو كابريرا
سانتياغو كابريرا (بالإسبانية: Santiago Cabrera) ممثل تشيلي من مواليد 5 مايو 1978.

## مواقع خارجية
- سانتياغو كابريرا على موقع IMDb (الإنجليزية)
- سانتياغو كابريرا على موقع ألو سيني (الفرنسية)
- سانتياغو كابريرا على موقع تيرنر كلاسيك موفيز (الإنجليزية)
- سانتياغو كابريرا على موقع أول موفي (الإنجليزية)
- سانتياغو كابريرا على موقع قاعدة بيانات الأفلام السويدية (السويدية)
- سانتياغو كابريرا على موقع إن إن دي بي (الإنجليزية)
- سانتياغو كابريرا على موقع قاعدة بيانات الفيلم (الإنجليزية)
- سانتياغو كابريرا على موقع كينوبويسك (الروسية)